# Koi No Yokan
Albums de Deftones
Diamond Eyes
(2010) Gore
(2016)
Singles
1. Leathers
Sortie : 19 septembre 2012
2. Tempest
Sortie : 9 octobre 2012

Koi No Yokan est le septième album studio du groupe californien de nu metal Deftones, sorti le 13 novembre 2012 chez la maison de disques Reprise Records. L’album a reçu des critiques positives de la part des professionnels. Il s’est classé 11e dans les charts U.S. du Billboard et a vendu 65 000 exemplaires dans les premières semaines de vente. Selon Nielsen SoundScan, plus de 200 000 exemplaires ont été vendus aux États-Unis. Son titre fait référence à une expression japonaise « 恋の予感 », qui signifie « prémonition de l’amour »,.

## Production
Chino Moreno, chanteur et leader du groupe, a décrit l’album comme étant « dynamique » et doté d’une vaste gamme de sons. La plus grande contribution d’idées de la part du bassiste Sergio Vega est notable comparativement à leur opus précédent, Diamond Eyes.
Le recours à un modélisateur d’ampli Fractal Audio Systems Axe-FX II Preamp FX Processor représente un changement majeur dans le processus d’enregistrement. Cet appareil est capable de livrer un son qui, autrement, nécessiterait beaucoup plus d’équipement. Selon Vega, le groupe a été capable d’« apporter le Fractal dans [leurs] chambres d’hôtel […] pour enregistrer [leurs] idées et les développer plus tard ».

## Composition
La musique, décrite comme possédant une « aura de métal alternatif », comporte des éléments expérimentaux rappelant les albums Saturday Night Wrist (2006) et Diamond Eyes (2010), ainsi que des aspects de doom metal, de groove metal, de rock alternatif, de shoegaze, de dream pop, de punk hardcore, de post-rock et de rock progressif,,,,,,,.

## Liste des chansons
Toutes les chansons sont écrites et composées par Deftones.
| No  | Titre                 | Durée |
| --- | --------------------- | ----- |
| 1.  | Swerve City           | 2:44  |
| 2.  | Romantic Dreams       | 4:38  |
| 3.  | Leathers              | 4:08  |
| 4.  | Poltergeist           | 3:31  |
| 5.  | Entombed              | 4:59  |
| 6.  | Graphic Nature        | 4:31  |
| 7.  | Tempest               | 6:05  |
| 8.  | Gauze                 | 4:41  |
| 9.  | Rosemary              | 6:53  |
| 10. | Goon Squad            | 5:40  |
| 11. | What Happened to You? | 3:53  |

- (en) Cet article est partiellement ou en totalité issu de l’article de Wikipédia en anglais intitulé « Koi No Yokan » (voir la liste des auteurs).